# مورچه‌گیرک سربی
مورچه‌گیرک سربی (نام علمی: Myrmotherula assimilis) نام یک گونه از سرده مورچه‌گیرک‌ها است.